# Spoorlijn 264
Spoorlijn 264 was een Belgische industrielijn, die in Lodelinsart aftakte van spoorlijn 140 (Ottignies - Marcinelle). De spoorlijn was 3,8 km lang en liep tot Jumet-Coupe.
De spoorlijn werd enkelsporig aangelegd en werd geopend op 4 juli 1855. In het verleden heeft de lijn ook het nummer 180 gehad. 

## Aansluitingen
In de volgende plaats was er een aansluiting op de volgende spoorlijnen:
Lodelinsart
Spoorlijn 140 tussen Ottignies en Marcinelle
Spoorlijn 140A tussen Châtelet en Lodelinsart